# Tales from the Elvenpath
Tales From the Elvenpath (z ang. Opowieści ze Ścieżki Elfów) to druga kompilacja grupy Nightwish wydana przez niemiecką wytwórnię Drakkar. Wytwórnia ta nie posiada praw do pierwszego albumu grupy Angels Fall First, dlatego utwory z niego nie znalazły się na płycie. W zamian za to, zamieszczone zostały cztery utwory niewydane, na żadnym z albumów w pierwotnej wersji.

## Lista utworów
1. „Wishmaster” – 4:24
2. „Sacrament Of Wilderness” – 4:12
3. „End Of All Hope” – 3:57
4. „Bless The child” – 6:14
5. „Sleeping Sun” – 4:05
6. „She Is My Sin” – 4:46
7. „Walking In The Air” – 5:31
8. „Stargazers” – 04:28
9. „Over The Hills And Far Away” – 5:02
10. „The Kinslayer” – 3:59
11. „Dead Boy's Poem” – 6:47
12. „Sleepwalker” – 2:55
13. „Nightquest” – 4:19
14. „Lagoon” – 3:45
15. „The Wayfarer” – 3:22